# 山岸勇
山岸 勇（やまぎし いさむ）は、日本のゲームセンター店長。対戦格闘ゲームイベント運営・実況の草分け的人物、ならびに『バーチャファイター』シーンの牽引者として知られる。通称・マルワイ。

## 略歴
ハイスコアラーの聖地「町田プレジャーキャッスル」の店長を務め、「ゲームスポットアテナ町田店」に移籍。ゲームセンター主導イベントの先駆け「アテナ杯（現ビートライブカップ）」を企画し、『バーチャファイター』シリーズ最大の大会に成長させる。大型eスポーツ大会「闘劇」立役者の一人。「東京レジャーランド秋葉原」勤務を経て、2018年現在「池袋ゲーセンミカド」店長。

## 経歴

### 町田プレジャーキャッスル
1980年代半ば、大学進学のため上京。ゲームに特別な関心はなかったが、アルバイトとして町田市のタイトー直営ゲームセンター「町田プレジャーキャッスル」で働き始める。

#### スコアアタック文化
プレジャーキャッスルはハイスコアラーの聖地として知られる名店であり、全国各地から名うてのプレイヤーたちが“遠征”に訪れる。山岸の自宅にはそうしたプレイヤーがよく宿泊した。
『ゲーメスト』がゲームセンターランキング（全一スコアの獲得合計数を店舗単位で競う、いわゆる星獲り）を開始。タイトー直営ゆえのラインナップの偏りを解消するため「プレイタウンYOU&YOU町田店」と手を結び、「キャッスル＆You2」名の合同集計で全国1位に輝く。当時のこうした競争により、店舗単位・地域単位のプレイヤーコミュニティが形成されていった。
1990年前後に連射装置を導入し、それを用いて達成したハイスコアを全国に先駆けて申請。公平性を問題視されたが、「連付き／連なし」として記録を区別するよう働きかけて認められ、以後定着した。
絵を描くのが巧みで、店内に掲示されるハイスコアボードに自分のスコアネームとイラストを描いてもらうのが常連プレイヤーたちの楽しみであった。

#### 対戦格闘ブーム
サッカーゲーム『TEHKAN World Cup』の対人戦が全国各地で流行。山岸も常連プレイヤーたちと共に遠征対戦や大規模大会を経験する。
やがて『ストリートファイターII』を始めとする対戦格闘ゲームブームが訪れ、ハイスコア争いは相対的に下火になっていく。
“対戦台”（2台のキャビネット筐体を背中合わせに接続する、現在では一般的な方式）の噂を聞きつけ「ジョイフルランドヒノーズ下井草」に遠征。対戦ハーネス（配線）の作り方を教わり自店にも導入した。

### ゲームスポットアテナ町田店～ビートライブ
1993年頃、株式会社アテナの運営するゲームセンター「ゲームスポットアテナ 町田店」に店長として引き抜かれる。

#### バーチャファイターとの出会い
新宿区のゲームセンター「GAME SPOT21」における『バーチャファイター』の盛り上がりとプレイヤーたちのスタイルに衝撃を受ける。その後『同2』が発売されると本格的に導入し、自店への浸透・強化に取り組む。ゲーム雑誌ライターとなっていた元常連たちからの情報提供、彼らとの夜間練習や録画によるフレーム解析などを取り入れ、プレイヤーのレベルアップを図った。

### 池袋ゲーセンミカド
2018年12月17日、池袋ゲーセンミカド店長に就任。